# اقتصاد برهنه
اقتصاد برهنه کتابی از چارلز ویلان است. این کتاب مسائل اقتصادی را به زبان ساده و قابل فهم برای عموم بیان نموده‌است.
این کتاب به یازده زبان ترجمه شده‌است.
در سال ۲۰۱۳ چارلز ویلان کتاب دیگری به نام آمار برهنه در ادامه این کتاب منتشر نمود.